# Лакшарський потік
Лакшарський потік (словац. Lakšársky potok) — річка в Словаччині, ліва притока Рудави, протікає в округах Сениця і Малацки.
Довжина — 23 км.
Витікає з Борської низовини біля села Лакшарська Нова Весь на висоті 220 метрів. 
Впадає у Рудаву біля села Мале Леваре на висоті 148 метрів.